# ACARS
I luftfart er ACARS et akronym for Aircraft Communications Addressing and Reporting System et digitalt dataforbindelsessystem til transmission af korte beskeder mellem fly og jordstationer.